# Eliot Noyes

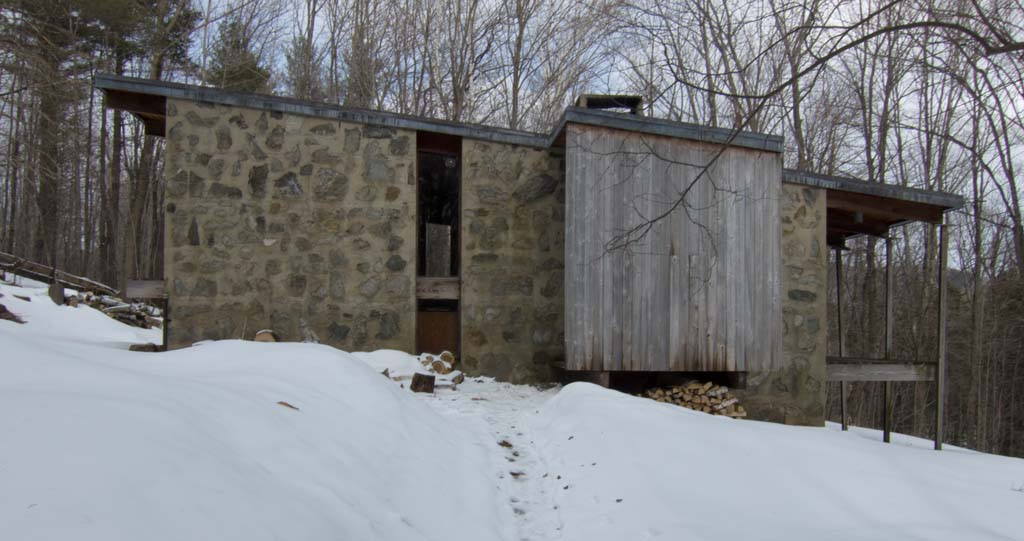
Fritidshus i Killington i Vermont i USA

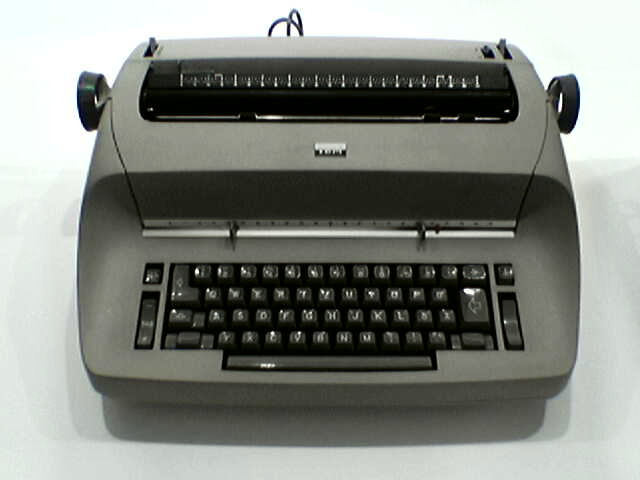
IBM Selectric

Eliot Noyes, född 12 augusti 1910, död 18 juli 1977, var en amerikansk arkitekt och formgivare. Han arbetade bland annat med olika projekt åt IBM, ritade några av deras byggnader och formgav några av deras skrivmaskiner.
I Sverige har han ritat bensinmacken i Holm, Halland.